# فهرست هیئت‌هایی علمی که صریحاً طراحی هوشمند را رد می‌کنند
این مقاله آن سازمان های علمی و دیگر گروه های علمی شناخته شده در سطوح ملی و بین‌المللی را فهرست می کند که طراحی هوشمند را به عنوان جایگزینی معتبر برای نظریه تکاملی صریحاً رد می کنند.

## ایالات متحده آمریکا
- انجمن پیشبرد علوم آمریکا
- جامعه اخترشناسی آمریکا
- انجمن شیمی آمریکا
- اتحادیه ژئوفیزیک آمریکا
- موسسه فیزیک آمریکا
- انجمن روان‌شناسی آمریکا
- آکادمی علوم ایالات متحده

### ایالت و دانشگاه
- آکادمی علوم کنتاکی

## دیگر کشورها و هیئت های بین‌المللی
- شورای اروپا
- پروژه استیو
- انجمن سلطنتی